# بشرة داكنة

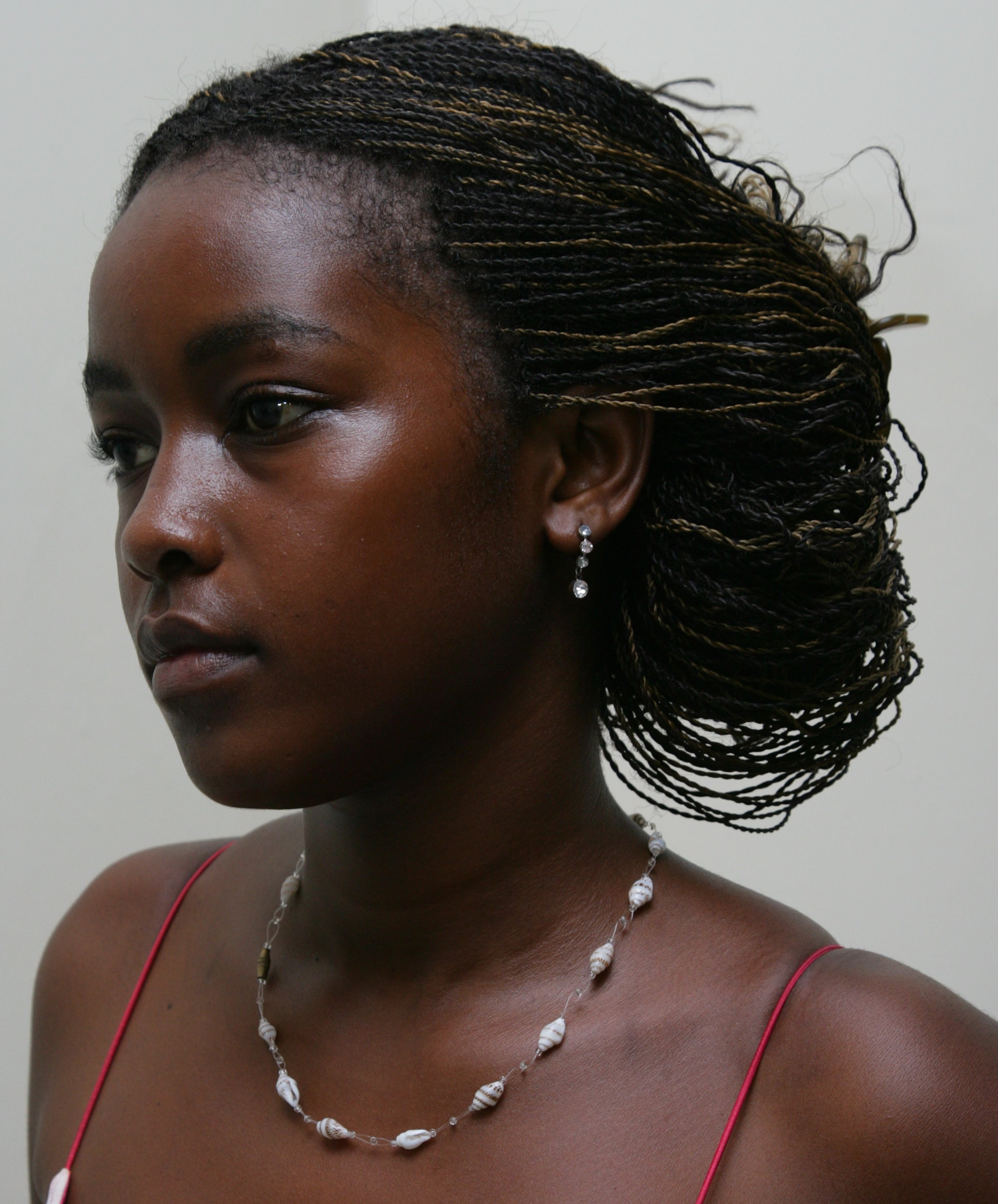
امرأة ذات بشرة داكنة

البشرة الداكنة هي لون بشري غني بالصبغات الميلانينية، وخاصة الإيوميلانين. غالبًا ما يُشار إلى الأشخاص ذوي البشرة الداكنة جدًا باسم «السود»، 
يُعتقد أن تطور البشرة الداكنة قد بدأ منذ حوالي 1.2 مليون سنة،  في الأنواع البشرية ذات البشرة الفاتحة المبكرة بعد انتقالها من مناطق الغابات المطيرة الاستوائية إلى مناطق السافانا المشمسة.
بسبب حرارة مناطق السافانا، كانت هناك حاجة إلى آليات تبريد أفضل، والتي تم تحقيقها من خلال فقدان شعر الجسم وتطوير عرق أكثر كفاءة.
أدى فقدان شعر الجسم إلى تطور تصبغ الجلد الداكن، والذي كان بمثابة آلية الانتقاء الطبيعي ضد استنفاد الفولات، وبدرجة أقل، تلف الحمض النووي.
كان العامل الأساسي الذي ساهم في تطور تصبغ الجلد الداكن هو انحلال الفولات كرد فعل للأشعة فوق البنفسجية.
أدت العلاقة بين انهيار حمض الفوليك الناجم عن الأشعة فوق البنفسجية وانخفاض اللياقة البدنية كفشل في تكوين الجنين الطبيعي وتكوين الحيوانات المنوية إلى اختيار تصبغ الجلد الداكن.
بحلول الوقت الذي تطور فيه الإنسان العاقل الحديث، كان جميع البشر ذوي بشرة داكنة.
البشر الذين يعانون من تصبغ الجلد الداكن لديهم بشرة غنية بشكل طبيعي بالميلانين، ولديهم الكثير من الميلانوسومات التي توفر حماية فائقة من التأثيرات الضارة للأشعة فوق البنفسجية.
وهذا يساعد الجسم على الاحتفاظ باحتياطيات حمض الفوليك ويحمي من تلف الحمض النووي.
أصحاب البشرة السوداء الذين يعيشون في مناطق خطوط العرض العليا التي تكون فيها أشعة الشمس خفيفة هم في خطر أكبر - وخاصة في فصل الشتاء - من نقص فيتامين D لديهم.
نتيجة لنقص فيتامين دي، فإنهم أكثر عرضة للإصابة بالكساح، وأنواع عديدة من السرطانات، وربما أمراض القلب والأوعية الدموية وانخفاض نشاط الجهاز المناعي.
ومع ذلك، تساءلت بعض الدراسات الحديثة عما إذا كانت الاسباب التي ادت إلى نقص فيتامين دي في الأفراد ذوي البشرة الفاتحة ذات صلة بالأشخاص ذوي البشرة الداكنة، حيث وجدوا أن الأفراد ذوي البشرة الداكنة في المتوسط لديهم كثافة عظام أعلى وخطر أقل للكسور من الأفراد الذين لديهم جلد بنفس مستويات فيتامين د. قد يُعزى هذا إلى قلة عوامل ربط فيتامين دي (وبالتالي توافره البيولوجي بشكل أكبر) لدى الأفراد ذوي البشرة الداكنة.
يرتبط التوزيع العالمي للسكان ذوي البشرة الداكنة ارتباطًا وثيقًا بارتفاع مستويات الأشعة فوق البنفسجية في المناطق التي يسكنوها. يعيش هؤلاء السكان، على وجه الحصر تقريبًا، بالقرب من خط الاستواء، في المناطق الاستوائية ذات اشعة الشمس القوية: أستراليا وميلانيزيا وغينيا الجديدة وجنوب آسيا وأفريقيا.
تشير الدراسات التي أجريت على هؤلاء السكان إلى أن البشرة الداكنة هي تحتفظ بالحالة العالية التي تم تكييفها مسبقًا للأشعة فوق البنفسجية لدى البشر المعاصرين قبل الهجرة من أفريقيا وليس التكيف التطوري اللاحق.
ونظرًا للهجرة الجماعية وزيادة حركة الناس بين المناطق الجغرافية في الماضي القريب، فإن السكان ذوي البشرة الداكنة موجودون اليوم في جميع أنحاء العالم.

## التطور
بسبب الانتقاء الطبيعي، طور الأشخاص الذين عاشوا في مناطق أشعة الشمس الشديدة لون الجلد الداكن لحمايتهم من الأشعة فوق البنفسجية (UV)، بشكل أساسي لحماية أجسامهم من استنزاف عنصر الفولات. كان التصبغ التطوري للجلد ناتجًا عن الأشعة فوق البنفسجية للشمس.
كما ان اشباه البشر فقدوا فروهم قبل بين 1200000-4000000 سنة، للسماح لتبريد الجسم بشكل أفضل من خلال التعرق، وتعريض جلدهم العاري ذو اللون الفاتح لأشعة الشمس.
في المناطق المدارية، ميز الانتقاء الطبيعي تجمعات البشر ذوي البشرة الداكنة بمستويات عالية من تصبغ الجلد المحمي من الآثار الضارة لأشعة الشمس. إن انعكاس جلد السكان الأصليين (كمية ضوء الشمس الذي يعكسه الجلد) والإشعاع الفعلي للأشعة فوق البنفسجية في منطقة جغرافية معينة يرتبطان ارتباطًا وثيقًا، مما يدعم هذه الفكرة.
تدعم الأدلة الجينية أيضًا هذه الفكرة، مما يدل على أنه قبل حوالي 1.2 مليون سنة كان هناك ضغط تطوري قوي أدى إلى تطور تصبغ الجلد الداكن في الافراد الأوائل من جنس الهومو. كان تأثير ضوء الشمس على مستويات حمض الفوليك حاسماً في تطور البشرة الداكنة.

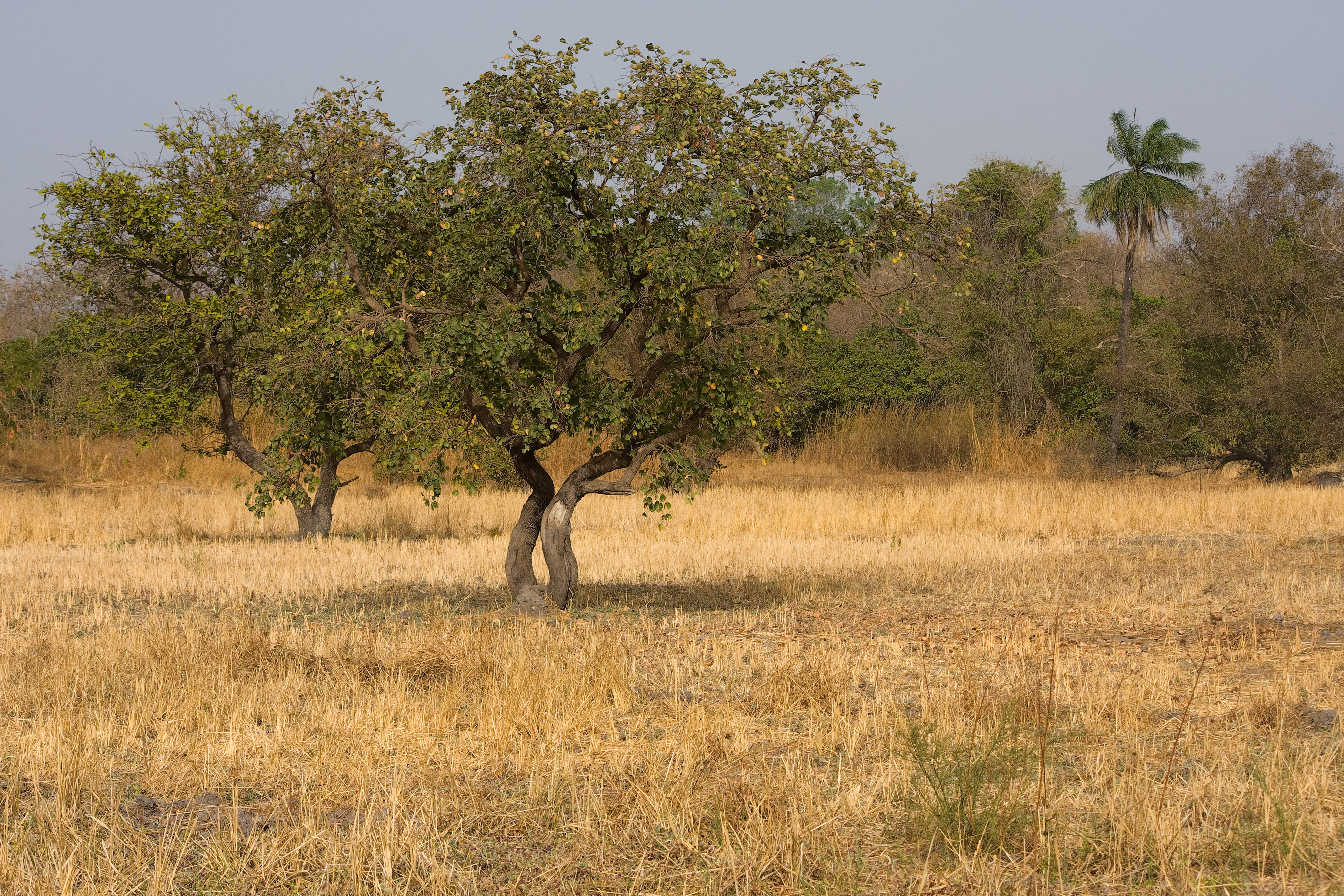
منطقة السافانا في شرق أفريقيا، حيث ربما حدث معظم التطور البشري للبشرة الداكنة هناك

من المرجح أن يكون أقرب أسلاف الرئيسيات للإنسان الحديث يمتلكون بشرة فاتحة، مثل أقرب قريب حديث لنا - الشمبانزي. منذ حوالي 7 ملايين سنة تباعدت سلالات الإنسان والشمبانزي، وبين 4.5 ومليوني سنة انتقل البشر الأوائل من الغابات المطيرة إلى السافانا في شرق إفريقيا.
لم يكن عليهم فقط التعامل مع أشعة الشمس الأكثر كثافة، ولكن كان عليهم تطوير نظام تبريد أفضل. كان من الصعب الحصول على الطعام في منطقة السافانا الحارة وبما أن أدمغة الثدييات التي تتعرض لدرجة حرارة اعلى من الطبيعي ب - 5 أو 6 درجات يمكن أن تصاب بضربة شمس - كان هناك حاجة لتطوير تنظيم أفضل للحرارة. فكان الحل هو التعرق وفقدان شعر الجسم.
تبخر العرق بالحرارة كان موجودا لدى البشر الأوائل، مثل الشمبانزي الآن، وكان لديهم القليل من الغدد العرقية، معظمها في راحة اليد وباطن القدمين. في بعض الأحيان، ولد أفراد يعانون من زيادة عدد الغدد العرقية.
يمكن لهؤلاء البشر البحث عن الطعام والبحث لفترات أطول قبل ان يجبروا على العودة إلى الظلال. وكلما استطاعوا البحث عن طعام، كلما تمكنوا من إنتاج نسل أكثر صحة. مع قلة الشعر في اجسامهم، يمكن أن يتبخر العرق بسهولة أكبر ويبرد الجسم بشكل أسرع.
بعد بضعة ملايين من السنين من التطور، كان لدى البشر الأوائل شعر جسم متناثر وأكثر من مليوني غدة عرقية في أجسامهم.
ومع ذلك، فإن البشرة الخالون من الشعر معرضون بشكل خاص لتلف احماضهم النووية بسبب الأشعة فوق البنفسجية، وقد ثبت أن هذا يمثل مشكلة للبشر الذين يعيشون في مناطق الأشعة فوق البنفسجية الشديدة، وكانت النتيجة التطورية هي تطوير البشرة ذات اللون الداكن كحماية.
افترض العلماء منذ فترة طويلة أن البشر طوروا الميلانين من أجل امتصاص أشعة الشمس الضارة أو عكسها. افترض بعض الباحثين أن الميلانين يحمي من سرطان الجلد. في حين أن الأشعة فوق البنفسجية العالية يمكن أن تسبب سرطان الجلد، إلا أن تطور السرطان يحدث عادة بعد سن التزاوج والإنجاب أي بعد البلوغ.
بما أن الانتقاء الطبيعي يفضل الأفراد الذين يتمتعون بسمات النجاح التناسلي، فإن سرطان الجلد لم يكن له تأثير كبير على تطور الجلد الداكن.
اقترحت الفرضيات السابقة أن الحلمات المصابة بحروق الشمس تعرقل الرضاعة الطبيعية، لكن السمرة الطفيفة كافية لحماية الأمهات من هذه المشكلة.
قامت دراسة عام 1978 بدراسة تأثير ضوء الشمس على مستويات حمض الفوليك - فيتامين بي المركب. ووجدت الدراسة أنه حتى فترات قصيرة من أشعة الشمس الشديدة قادرة على خفض مستويات الفولات إلى النصف إذا كان شخص ما لديه بشرة فاتحة.
ترتبط المستويات المنخفضة من حمض الفوليك بعيوب الأنبوب العصبي، مثل انعدام الدماغ والحبل الشوكي وانشقاق العمود الفقري.
يمكن للأشعة فوق البنفسجية أن تجرد حمض الفوليك، وهو أمر مهم لتطور الأجنة بشكل طبيعي سليم. في الحالات الشاذة، يولد الأطفال بدون الدماغ أو النخاع الشوكي.
وجدت نينا جابلونسكي، أستاذة الأنثروبولوجيا وخبيرة في دراسات تطور لون جلد الإنسان،  العديد من الحالات التي ترتبط فيها زيادة الاسمرار لدى الأم بعيوب الأنبوب العصبي في أوائل الحمل لدى الجنين ووجدت أيضًا أن حمض الفوليك أساسي لتنمية الحيوانات المنوية. بعض أدوية منع الحمل لدى الذكور تعتمد على تثبيط الفولات. وقد وجد أن حمض الفوليك قد يكون القوة الدافعة وراء تطور البشرة الداكنة.
مع هجرة البشر من أفريقيا الاستوائية إلى مناطق فيها الأشعة فوق البنفسجية منخفضة ومناطق عالية الارتفاع في وقت ما بين 120,000 و 65,000 سنة مضت، كان الجلد الداكن يمثل وضعًا غير موات.
تطورت التجمعات السكانية ذات تصبغ الجلد الفاتح في مناخات ذات اشعة شمسية ضئيلة.
تصبغ الجلد الخفيف يحمي من نقص فيتامين دي. من المعروف أن الأشخاص ذوي البشرة الداكنة الذين انتقلوا إلى مناخات محدودة من ضوء الشمس يمكن أن يصابوا بأمراض متعلقة بنقص بفيتامين دي مثل الكساح وأشكال مختلفة من السرطان.

### الفرضيات السابقة
تتعلق الفرضيات الرئيسية الأخرى التي تم طرحها عبر التاريخ لشرح تطور لون الجلد الداكن بزيادة معدل الوفيات بسبب سرطانات الجلد، وتعزيز اللياقة البدنية للحماية من حروق الشمس، وزيادة الفوائد بسبب الخصائص المضادة للبكتيريا في الميلانين.
يحمي الجلد الداكن والمصطبغ ب الأوميلانين من تلف الحمض النووي الناتج عن أشعة الشمس. ويرتبط ذلك بانخفاض معدلات الإصابة بسرطان الجلد بين السكان ذوي البشرة الداكنة.
إن وجود الفيوميلانين في الجلد الفاتح يزيد من الإجهاد التأكسدي في الخلايا الصباغية، وهذا إلى جانب القدرة المحدودة لل فيوميلانين على امتصاص الأشعة فوق البنفسجية الذي يساهم في ارتفاع معدلات الإصابة بسرطان الجلد بين الأفراد ذوي البشرة الفاتحة.
لا خلاف على حقيقة التأثير الضار للأشعة فوق البنفسجية على بنية الحمض النووي وخطر الإصابة بسرطان الجلد. ومع ذلك، عادة ما تؤثر أنواع السرطان هذه على الأشخاص في النهاية أو بعد الانجاب والتكاثر ولا يمكن أن تكون السبب التطوري وراء تطور تصبغ الجلد الداكن.
من بين جميع أنواع سرطان الجلد الرئيسية، فقط الورم الميلانيني الخبيث له تأثير كبير في سن الإنجاب. كانت معدلات وفيات الميلانوما منخفضة للغاية (أقل من 5 لكل 100000) قبل منتصف القرن العشرين. وقد قيل أن انخفاض معدلات وفيات سرطان الجلد خلال سن الإنجاب لا يمكن أن يكون السبب الرئيسي وراء تطور تصبغ الجلد الداكن.
وجدت الدراسات أنه حتى حروق الشمس الخطيرة لا يمكن أن تؤثر على وظيفة الغدة العرقية وتنظيم الحرارة. لا توجد بيانات أو دراسات تدعم أن حروق الشمس يمكن أن تسبب ضررًا خطيرًا يمكن أن يؤثر على نجاح الإنجاب.
زعمت مجموعة أخرى من الفرضيات أن تصبغ الجلد الداكن تطور كحماية مضادة للبكتيريا ضد الأمراض المعدية والطفيليات. على الرغم من حقيقة أن الميلانين له خصائص مضادة للبكتيريا، إلا أن أهميته ثانوية كامتصاص فيزيائي للحماية من الضرر الناتج عن الأشعة فوق البنفسجية. لا تتفق هذه الفرضية مع الدليل الذي يثبت أن معظم التطور البشري حدث في منطقة السافانا وليس في الغابات الاستوائية المطيرة.
يتمتع البشر الذين يعيشون في بيئات حارة ومشمسة ببشرة داكنة أكثر من البشر الذين يعيشون في بيئات رطبة وغائمة.
لا تفسر الفرضية المضادة للميكروبات لماذا بعض السكان (مثل الإنويت أو التبتيين) الذين يعيشون بعيدًا عن المناطق المدارية ويتعرضون لأشعة فوق بنفسجية عالية لديهم تصبغ جلدي أغمق من السكان المحيطين بهم.

## الكيمياء الحيوية وعلم الوراثة
يمتلك البشر ذوي البشرة الداكنة كمية عالية من الميلانين في جلدهم. والميلانين هو عنصر مشتق من التيروزين والأحماض الأمينية.يحمي الميلانين الأنسجة والحمض النووي من أضرار الأشعة فوق البنفسجية. يتم إنتاج الميلانين في خلايا متخصصة تسمى الخلايا الصباغية، والتي توجد في أدنى مستوى من البشرة. ويتم إنتاج الميلانين داخل خلايا صغيرة مرتبطة بالغشاء تسمى الميلانوزومات.
الأشخاص الذين يمتلكون بشرة داكنة يكون لديهم الكثير من الميلانوسومات المتكتلة والكبيرة والمليئة بالميلانين. يمنح هذا الاختلاف ذوي البشرة الداكنة حماية اقوى من سبعة إلى ثمانية أضعاف ضد تلف الحمض النووي، ولكن حتى لون البشرة الداكن لا يمكن أن يحمي من جميع أنواع تلف الحمض النووي.
توفر البشرة الداكنة حماية كبيرة ضد الأشعة فوق البنفسجية بسبب محتواها من الأوميلانين، وقدرات امتصاص الأشعة فوق البنفسجية للأجسام الصباغية الكبيرة، ولأنه يمكن تحريكه بشكل أسرع ونقله إلى سطح الجلد من أعماق البشرة.
بالنسبة لمنطقة الجسم نفسها، يمتلك الأفراد ذوي البشرة الفاتحة والداكنة أعدادًا متشابهة من الخلايا الصباغية (هناك اختلاف كبير بين مناطق الجسم المختلفة)، ولكن العضيات المحتوية على الصباغ، تسمى الميلانوزومات، أكبر وأكثر عددًا في الأفراد ذوي البشرة الداكنة. الخلايا القرنية من الجلد الداكن المزروعة بالخلايا الصباغية تؤدي إلى نمط توزيع الصباغ الميلاني المميز للبشرة الداكنة.
الميلانوزومات ليست كثيفة التركيز في الجلد الداكن مقارنة بالجلد الفاتح. بسبب تركيز الميلانوسومات في الجلد الداكن، يمكن للجلد امتصاص المزيد من الطاقة من الأشعة فوق البنفسجية وبالتالي توفير حماية أفضل ضد حروق الشمس من خلال امتصاص وتشتيت الأشعة فوق البنفسجية.
يحمي الجلد الداكن من تلف الحمض النووي المباشر وغير المباشر. يحدث التكامل الضوئي عندما يمتص الميلانين الفوتونات. تشير الأبحاث الحديثة إلى أن التأثير الواقي للضوء للبشرة الداكنة يزداد بحقيقة أن الميلانين يمكنه التقاط مركبات الاكسجين التفاعلية، مثل بيروكسيد الهيدروجين، التي يتم إنشاؤها بواسطة تفاعل الأشعة فوق البنفسجية في بعض طبقات الجلد.
تمتلك الخلايا الصباغية الداكنة قدرة أكبر على الانقسام بعد تشتيت الأشعة فوق البنفسجية، مما يوحي بأنها تتلقى ضررًا أقل للحمض النووي الخاص بها. وعلى الرغم من ذلك، تدمر الأشعة فوق البنفسجية جهاز المناعة حتى في الأفراد ذوي البشرة الداكنة بسبب تأثيره على خلايا لانغرهانس.
على الرغم من أن الجلد الداكن يمتص ضوء الشمس بنسبة 30 إلى 40٪ أكثر من الجلد الفاتح، إلا أن البشرة الداكنة لا تزيد من امتصاص الجسم للحرارة الداخلية في حالات الإشعاع الشمسي الشديد.
الإشعاع الشمسي يسخن إلى حد ما سطح الجسم ولا يسخن الخلايا الداخلية. علاوة على ذلك، هذه الكمية من الحرارة لا تذكر مقارنة بالحرارة الناتجة عند تحريك عضلات الجسم بنشاط أثناء التمرين.
بغض النظر عن لون البشرة، يتمتع البشر بقدرات ممتازة على تبديد الحرارة من خلال التعرق. نصف الإشعاع الشمسي الذي يصل إلى سطح الأرض يكون في شكل الأشعة تحت الحمراء ويتم امتصاصه بالمثل بغض النظر عن لون البشرة.
يميل الأشخاص ذوي البشرة الداكنة إلى إظهار علامات أقل للشيخوخة في بشرتهم مقارنة بذوي الجلد الفاتح لأن بشرتهم الداكنة تحميهم من معظم اضرار الإشعاع الشمسي.
لون البشرة هو سمة جينية متعددة، أي أن هناك العديد من الجينات مشتركة في تحديد النمط الظاهري. تعمل العديد من الجينات معًا في مجموعات معقدة لتحديد لون البشرة للفرد. عادةً ما يتم توزيع اختلافات لون البشرة من الفاتح إلى الداكن، كما هو معتاد بالنسبة للصفات متعددة الجينات.
أظهرت البيانات التي تم جمعها من الدراسات على جين MC1R أن هناك نقصًا في التنوع في العينات الأفريقية ذات البشرة الداكنة في أليل الجين مقارنة بالسكان غير الأفريقيين. هذا أمر لافت للنظر بالنظر إلى أن عدد الأشكال المتعددة لجميع الجينات تقريبًا في مجموعة الجينات البشرية أكبر في العينات الأفريقية منه في أي منطقة جغرافية أخرى. لذلك، في حين أن الجين MC1R f لا يساهم بشكل كبير في الاختلاف في لون الجلد حول العالم، فإن الأليل الموجود في مستويات عالية في السكان الأفارقة ربما يحمي ضد الأشعة فوق البنفسجية وربما كان مهمًا في تطور البشرة الداكنة.
على ما يبدو أن لون الجلد يختلف في الغالب بسبب الاختلافات في عدد من الجينات ذات التأثير الكبير بالإضافة إلى العديد من الجينات الأخرى ذات التأثير الصغير (TYR و TYRP1 و OCA2 و SLC45A2 و SLC24A5 و MC1R و KITLG و SLC24A4). هذا لا يأخذ في الاعتبار آثار الرعاف، والتي من المحتمل أن تزيد من عدد الجينات ذات الصلة.
تمثل الاختلافات في الجين SLC24A5 20-25 ٪ من الاختلاف بين السكان ذوي البشرة الداكنة والفاتحة في إفريقيا،  ويبدو أنها نشأت في الآونة الأخيرة خلال ال 10000 سنة الماضية.
يكون تعدد الأشكال Ala111Thr أو rs1426654 في الترميز الجيني SLC24A5 منخفضاً في أوروبا، ولكنه شائع بين السكان في شمال إفريقيا والقرن الأفريقي وغرب آسيا وآسيا الوسطى وجنوب آسيا.

## الآثار الصحية
تصبغ الجلد هو تكيف تطوري لمختلف مستويات الأشعة فوق البنفسجية في جميع أنحاء العالم. ونتيجة لذلك، هناك العديد من الآثار الصحية التي هي نتاج التحركات السكانية للبشر إلى بيئات جديدة ذات مستويات مختلفة من الأشعة فوق البنفسجية. الممارسات الثقافية التي تزيد من مشاكل الظروف بين السكان ذوي البشرة الداكنة هي الملابس التقليدية والنظام الغذائي السيئ.

### مزايا البشرة الداكنة في بيئات اشعتها الشمسية قوية
الأشخاص ذوي البشرة الداكنة الذين يعيشون في بيئات ذات أشعة شمسية قوية لديهم ميزة حماية بفضل الكميات الكبيرة من الميلانين في بشرتهم. حيث يحمي التصبغ الداكن البشرة من تلف الحمض النووي ويمتص الكميات المناسبة من الأشعة فوق البنفسجية التي يحتاجها الجسم، كما أنه يحمي الجسد من استنزاف حمض الفوليك.
حمض الفوليك هو مركب فيتامين ب القابل للذوبان في الماء والذي يوجد بشكل طبيعي في الخضار الورقية والحبوب الكاملة والحمضيات.
تحتاج النساء إلى حمض الفوليك من اجل حمل صحي، والانجاب بشكل صحيح، ولتنمية المشيمة بشكل سليم بعد الإخصاب. وحمض الفوليك ضروري لإنتاج الحيوانات المنوية بشكل سليم عند الرجال. علاوة على ذلك، حمض الفوليك ضروري لنمو الجنين، وتنمية الأعضاء، وتطور الأنبوب العصبي.
ينهار الفولات في الأشعة فوق البنفسجية عالية الكثافة. تعاني النساء ذوات البشرة الداكنة من أدنى مستوى من عيوب الأنبوب العصبي.
يلعب الفولات دورًا مهمًا في إنتاج الحمض النووي والتعبير الجيني. من الضروري الحفاظ على مستويات مناسبة من الأحماض الأمينية التي تتكون منها البروتينات. يستخدم حمض الفوليك في تكوين المايلين، وهو الغلاف الذي يغطي الخلايا العصبية ويجعل من الممكن إرسال الإشارات الكهربائية بسرعة.
يلعب الفولات أيضًا دورًا مهمًا في تطوير العديد من الناقلات العصبية، مثل السيروتونين الذي ينظم الشهية والنوم والمزاج. يتم تفكيك حمض الفوليك في الدم عن طريق الأشعة فوق البنفسجية أو استهلاك الكحول.
لأن الجلد محمي بواسطة الميلانين، فإن الأشخاص ذوي البشرة الداكنة لديهم فرصة أقل للإصابة بسرطان الجلد والحالات المرضية المتعلقة بنقص حمض الفوليك، مثل عيوب الأنبوب العصبي.

### مساوئ البشرة الداكنة في بيئات اشعتها الشمسية منخفضة

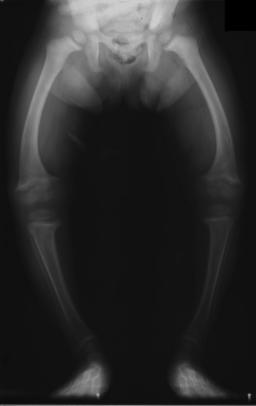
الكساح هو حالة مرتبطة بالبشرة الداكنة.

تم تسجيل الأشخاص ذوي البشرة الداكنة الذين يعيشون في بيئات منخفضة من أشعة الشمس على أنهم معرضون بشدة لنقص فيتامين د بسبب انخفاض تخليق فيتامين د في بشرتهم.
يحتاج الشخص ذو البشرة الداكنة حوالي ستة أضعاف كمية الأشعة فوق البنفسجية التي يحتاجها الأشخاص ذوي البشرة الفاتحة. هذه ليست مشكلة بالقرب من خط الاستواء. ومع ذلك، يمكن أن يكون مشكلة في خطوط العرض الأعلى.
يحتاج الاشخاص ذوي البشرة الداكنة في مناخ ذو أشعة فوق بنفسجية منخفضة إلى حوالي ساعتين لإنتاج نفس كمية فيتامين دي التي ينتجها البشر ذوي البشرة الفاتحة في 15 دقيقة.
الأشخاص ذوي البشرة الداكنة الذين لديهم مؤشر كتلة جسم مرتفع ولا يأخذون مكملات فيتامين دي قد يعانون من نقص في فيتامين دي لديهم.
يلعب فيتامين دي دورًا مهمًا في تنظيم جهاز المناعة البشري، ويمكن أن تجعل أوجه القصور المزمنة في فيتامين د البشر عرضة لأنواع معينة من السرطانات والعديد من أنواع الأمراض المعدية.
يزيد نقص فيتامين دي من خطر الإصابة بالسل خمسة أضعاف ويساهم أيضًا في تطور سرطان الثدي والبروستاتا وسرطان القولون والمستقيم.
أكثر الأمراض شيوعًا بسبب نقص فيتامين دي هو الكساح، وتلين العظام لدى الأطفال مما قد يؤدي إلى الكسور والتشوهات. يحدث الكساح بسبب انخفاض تخليق فيتامين دي، مما يؤدي إلى عدم امتصاص الكالسيوم الغذائي بشكل صحيح.
تم العثور على هذا المرض في الماضي بشكل شائع بين الأمريكيين ذوي البشرة الداكنة في الجزء الجنوبي من الولايات المتحدة الذين هاجروا شمالًا إلى بيئات ذات أشعة شمس منخفضة.
تشوهات حوض الأنثى المتعلقة بالكساح الشديد تضعف الولادة الطبيعية، مما يؤدي إلى ارتفاع معدل وفيات الرضيع أو الأم أو كليهما.
نقص فيتامين دي أكثر شيوعًا في المناطق ذات اشعة الشمس المنخفضة، خاصة في فصل الشتاء. قد يتسبب النقص المزمن في فيتامين دي بسرطانات بالثدي والبروستاتا والقولون والمبيض وربما أنواعًا أخرى من السرطانات.
تشير العلاقة بين أمراض القلب والأوعية الدموية ونقص فيتامين D أيضًا إلى وجود صلة بين صحة عضلة القلب والعضلات الملساء. كما تم ربط انخفاض مستويات فيتامين دي بضعف جهاز المناعة ووظائف الدماغ.
بالإضافة إلى ذلك، ربطت الدراسات الحديثة نقص فيتامين دي بأمراض المناعة الذاتية وارتفاع ضغط الدم والتصلب المتعدد ومرض السكري وحالات فقدان الذاكرة.
خارج المناطق المدارية، يجب أن تخترق الأشعة فوق البنفسجية طبقة سميكة من الغلاف الجوي، مما يؤدي إلى انعكاس أو تدمير معظم الأشعة فوق البنفسجية بمنتصف الطريق؛ ولهذا السبب تقل احتمالية التخليق الحيوي لفيتامين دي في المناطق البعيدة عن خط الاستواء.
ينصح الأطباء بتناول كمية أكبر من فيتامين دي للأشخاص ذوي البشرة الداكنة الذين يعيشون في مناطق ذات مستويات منخفضة من أشعة الشمس من خلال اتباع نظام غذائي غني بفيتامين دي أو تناول مكملات فيتامين دي،  على الرغم من وجود أدلة حديثة على أن الأفراد ذوي البشرة الداكنة قادرون على معالجة فيتامين دي بكفاءة أكبر من الأفراد ذوي البشرة الفاتحة، لذلك قد يكون لديهم حد أدنى من الاكتفاء.

## الانتشار
هناك ارتباط بين التوزيع الجغرافي للأشعة فوق البنفسجية (UVR) وتوزيع تصبغ الجلد حول العالم. تحتوي المناطق التي تحتوي على كميات أكبر من الأشعة فوق البنفسجية على مجموعات بشرية ذات لون أغمق، وتقع بشكل عام بالقرب من خط الاستواء.
يكون تركيز الأشعة فوق البنفسجية على المناطق البعيدة عن خط الاستواء أو الأقرب عمومًا من القطبين اقل بكثير من المناطق الاستوائية وهذا أدى إلى وجود مجموعات ذات بشرة فاتحة. وهو نتيجة التطور البشري الذي ساهم في تغير كمية الميلانين في الجلد للتكيف مع بيئات معينة.
تم العثور على نسبة أكبر من الأشخاص ذوي البشرة الداكنة في نصف الكرة الجنوبي لأن توزيع كتلة الأرض العرضية غير متناسب. لا يعكس التوزيع الحالي لتنوع لون الجلد تمامًا ارتباط الأشعة فوق البنفسجية الشديدة وتصبغ الجلد الداكن بسبب الهجرة الجماعية وتحركات الشعوب عبر القارات في الماضي القريب.
يعيش السكان ذوو البشرة الداكنة الذين يسكنون أفريقيا وأستراليا وميلانيزيا وبابوا غينيا الجديدة وجنوب آسيا في بعض المناطق ذات الأشعة فوق البنفسجية الأعلى في العالم، وقد طوروا تصبغات داكنة جدًا للجلد كحماية من أشعة الشمس الضارة.
تطور لون البشرة الداكنة لدى البشر الذين يعيشون في خطوط العرض الاستوائية، خاصة في المناطق غير الحرجية، حيث تكون الأشعة فوق البنفسجية الآتية من الشمس اقوى واكثف.
قبل الهجرة الجماعية الحديثة، قيل أن غالبية الناس ذوي البشرة الداكنة عاشوا في حدود 20 درجة من خط الاستواء.
مواطنو بوكا وبوغانفيل في جزر سولومون الشمالية في ميلانيزيا وشوبي وموزمبيق في الساحل الجنوبي الشرقي لأفريقيا لديهم بشرة داكنة أكثر من السكان المحيطين أهم لآخرين. (السكان الأصليون في بوغانفيل، بابوا غينيا الجديدة، اغمق لون جلد الجلد في العالم.) على الرغم من اختلافات هؤلاء الناس إلا أنهم يشتركون في بيئات مادية مماثلة. في كلا المنطقتين، يواجهون كميات عالية للأشعة فوق البنفسجية بالقرب من خط الاستواء الذي ينعكس من الماء أو الرمل. ويعكس الماء، اعتمادًا على اللون، حوالي 10 إلى 30٪ من الأشعة فوق البنفسجية التي تقع عليه.
يأخذ الجلد كمية كبيرة جدًا من الأشعة فوق البنفسجية. من المحتمل أن تكون هذه المجموعات البشرية قريبة من أو في أقصى درجات الدكونة التي يمكن أن يصلها جلد الإنسان.
وجد بحث حديث أن تعداد البشر على مدى الخمسين ألف سنة الماضية قد تغير من ذوي البشرة الداكنة إلى البشرة الفاتحة والعكس صحيح. قبل 100-200 جيل فقط، من المحتمل أن أسلاف معظم الناس الذين يعيشون اليوم يقيمون أيضًا في مكان مختلف ولديهم لون بشرة مختلف.
وفقا ل لينا نابلونسكي، فإن السكان السمر الحديثين في جنوب الهند وسريلانكا هم مثال على ذلك، حيث تحولوا إلى اللون الأحمر بعد هجرة أسلافهم من مناطق أبعد إلى الشمال.
اعتقد العلماء في الأصل أن مثل هذه التحولات في التصبغ حدثت ببطء نسبيًا.
ومع ذلك، لاحظ الباحثون منذ ذلك الحين أن التغيرات في لون الجلد يمكن أن تحدث في أقل من 100 جيل (~ 2500 سنة)، ودون التزاوج والتكاثر بكثافة. وتتأثر سرعة التغيير أيضًا بالملابس، التي تميل إلى إبطائها.

### أستراليا

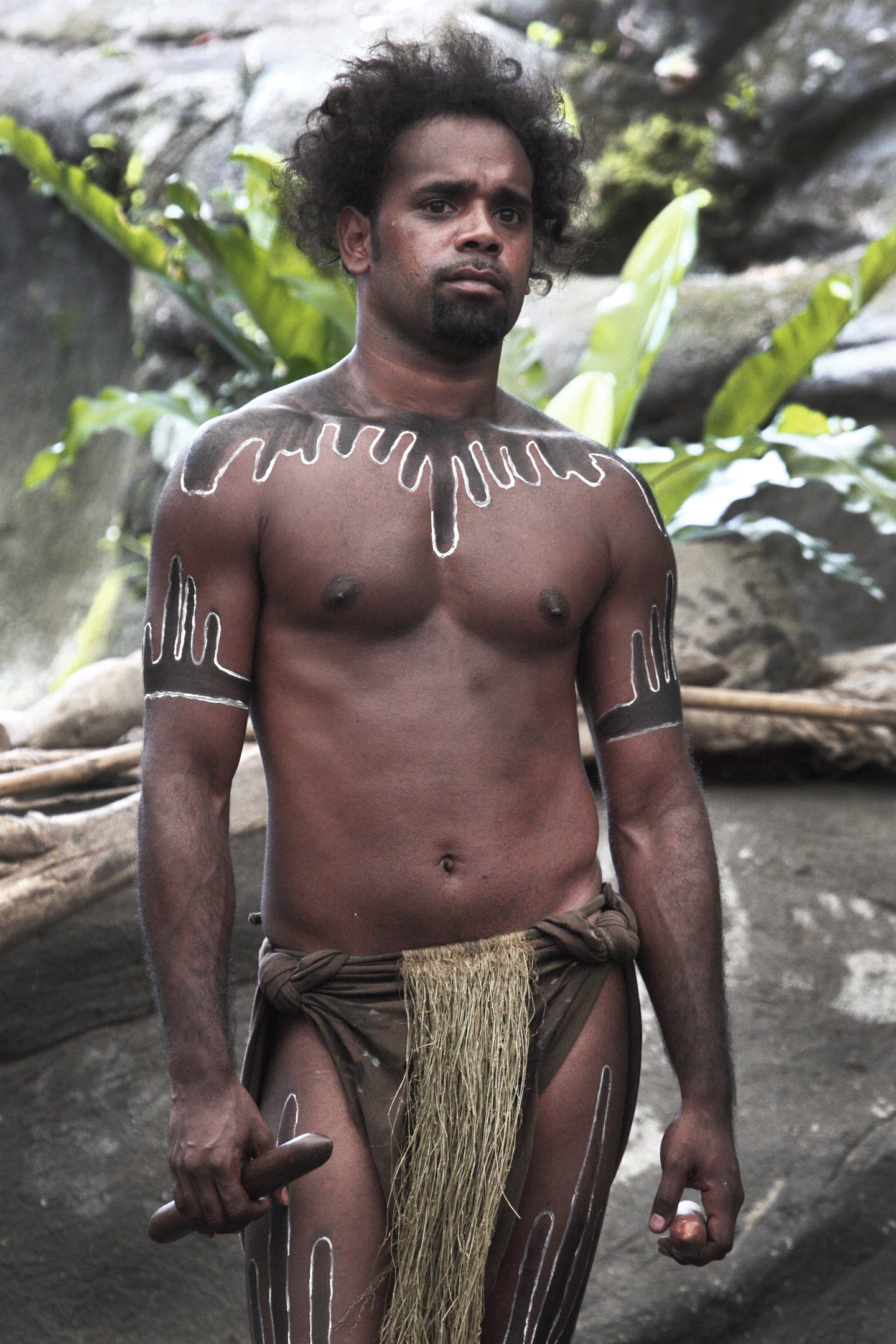
رجل استرالي من السكان الأصليين ذو بشرة داكنة.

ينحدر السكان الأصليون في أستراليا، كما هو الحال مع جميع البشر، من المهاجرين الأفارقة، وربما كان أسلافهم من بين المجموعات الرئيسية الأولى التي غادرت إفريقيا منذ حوالي 50.000 عام. على الرغم من الهجرة المبكرة، أشارت الأدلة الجينية إلى أن الشعوب الأصلية في أستراليا تختلف تمامًا من الناحية الوراثية عن السكان ذوي البشرة الداكنة في أفريقيا وأنهم أكثر ارتباطًا بالسكان الأوراسيين.
تم استخدام مصطلح «أسود» في البداية لوصف السكان الأصليين في أستراليا؛ اليوم، تم تبني المصطلح من قبل نشطاء السكان الأصليين كمصطلح للثقافة والهوية المشتركة، بغض النظر عن لون البشرة.

### ميلانيزيا

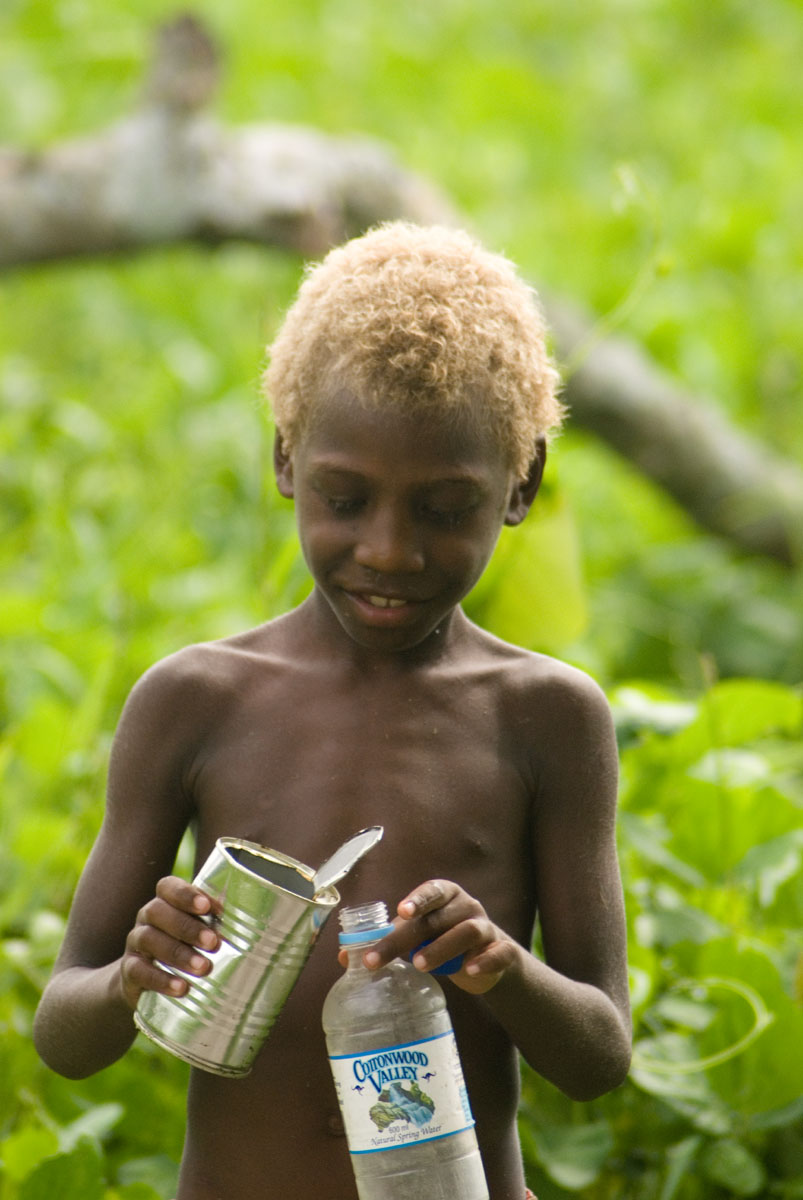
صبي أشقر داكن البشرة من فانواتو، ميلانيزيا

ميلانيزيا، وهي منطقة فرعية من أوقيانوسيا، واسمها يعني «الجزر السوداء»، فيها العديد من الجزر واغلب سكانها ذوي بشرة داكنة. وتقع جزر ميلانيزيا مباشرة شمال وشمال شرق أستراليا وكذلك الساحل الشرقي لبابوا غينيا الجديدة.
الطرف الغربي من ميلانيزيا وغينيا الجديدة وجزر سليمان استعمرها البشر لأول مرة قبل حوالي 40,000 إلى 29000 سنة.
في العالم، الشعر الأشقر نادر بشكل استثنائي خارج أوروبا وجنوب غرب آسيا، خاصة بين السكان ذوي البشرة الداكنة. ومع ذلك، فإن الميلانيزيين هم أحد السكان ذوي البشرة الداكنة المعروفين بامتلاكهم شعر أشقر طبيعي.

### غينيا الجديدة

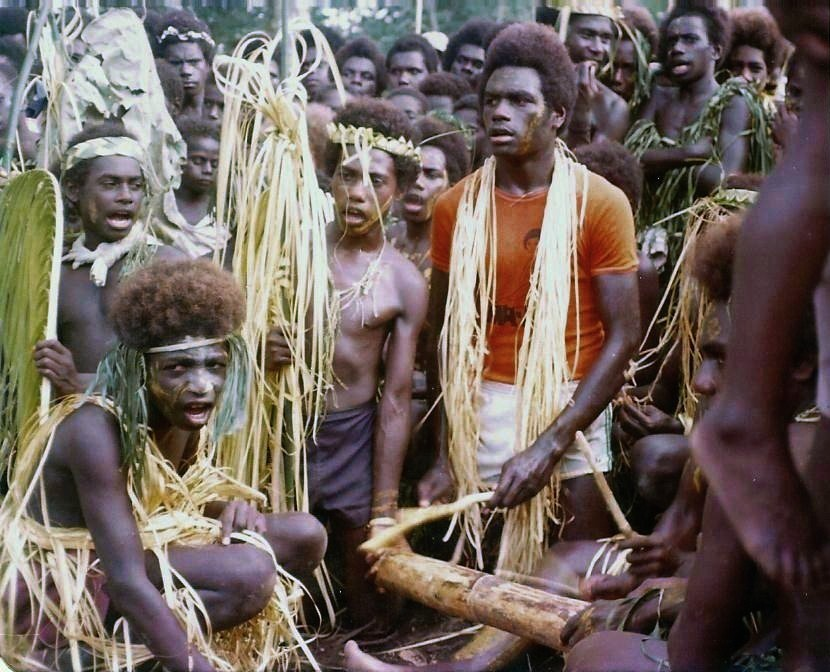
قبائل بوكا في جزيرة بوغانفيل ببابوا غينيا الجديدة. يتمتع الناس في بوغانفيل بأغمق درجات لون البشرة بين البشر.

شعب بابوا الأصلي في غينيا الجديدة لديهم بشرة داكنة ويقطنون الجزيرة منذ 40.000 عام على الأقل. نظرًا لنمطهم الظاهري المماثل وموقع غينيا الجديدة في طريق الهجرة الذي سلكه السكان الأصليون الأستراليون، كان يُعتقد عمومًا أن سكان بابوا والسكان الأصليين الأستراليين يشتركون في أصل مشترك. ومع ذلك، فشلت دراسة أجريت عام 1999 في العثور على مؤشرات واضحة لأصل جيني مشترك واحد بين المجموعتين، مما يشير إلى وجود موجات متعددة من الهجرة إلى استراليا ذات أصول مميزة.

### أفريقيا جنوب الصحراء الكبرى

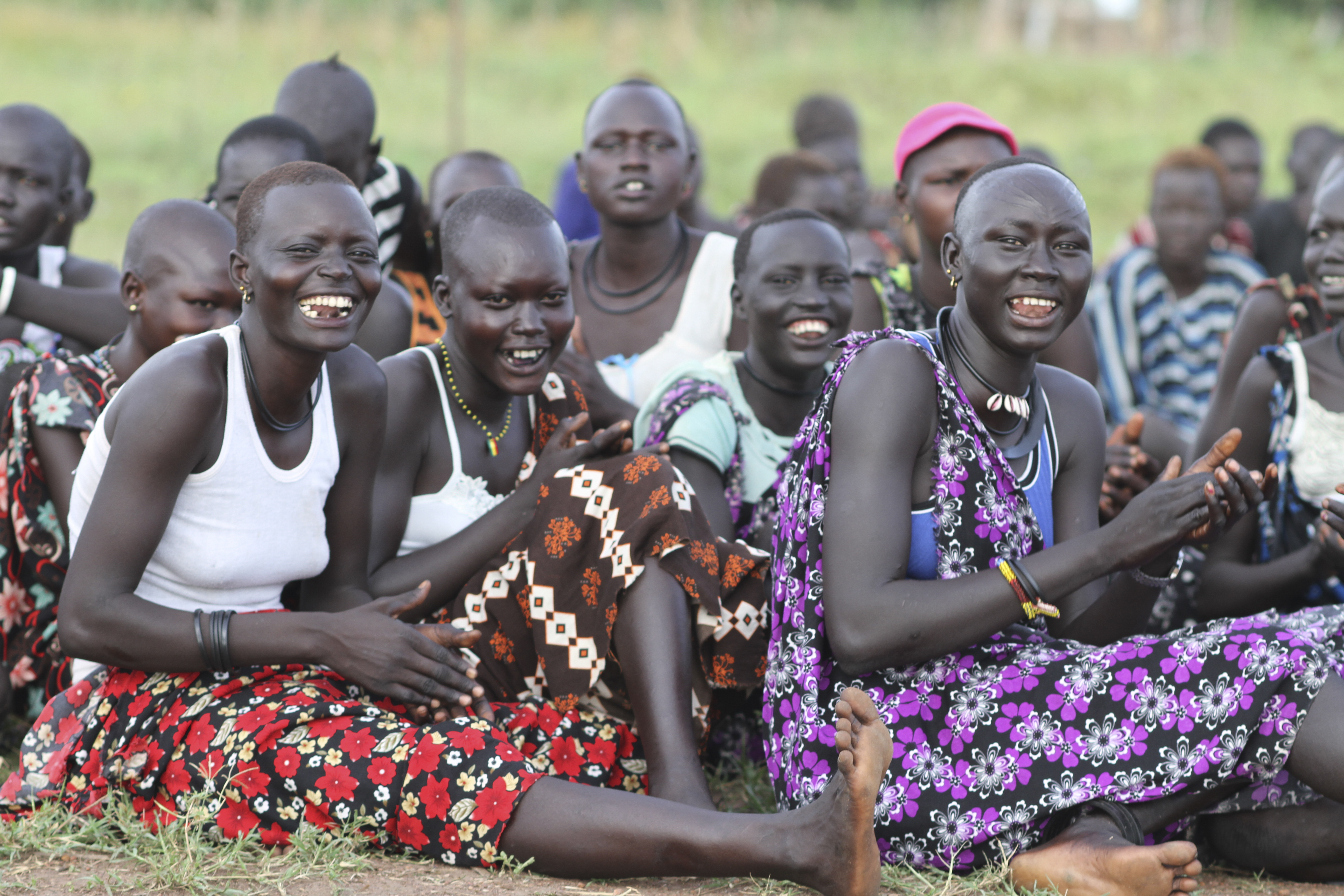
نساء من جنوب السودان

أفريقيا جنوب الصحراء الكبرى هي المنطقة الواقعة في جنوب الصحراء الواقعة جنوب الصحراء الكبرى حيث يعيش عدد كبير من السكان ذوي البشرة الداكنة. المجموعات ذات البشرة الداكنة في القارة لديها نفس بروتينات الاستقبال التي امتلكها هومو ايرغاستر و هومو ايريكتوس. وفقًا للدراسات العلمية، فإن السكان في إفريقيا لديهم أيضًا أعلى تنوع في لون البشرة.
توجد مستويات عالية من التباين في لون الجلد بين المجموعات السكانية المختلفة في أفريقيا جنوب الصحراء الكبرى. تعتمد هذه الاختلافات جزئيًا على المسافة العامة من خط الاستواء، مما يوضح التفاعلات المعقدة للقوى التطورية التي ساهمت في التوزيع الجغرافي للون البشرة.
بسبب اختلاف النسب بشكل متكرر بين السكان ذوي البشرة الداكنة، فإن وجود الجلد الداكن بشكل عام ليس علامة جينية موثوقة، بما في ذلك بين المجموعات السكانية في أفريقيا. على سبيل المثال، ويسلون ايتال وجد (عام 2001) أن معظم الثيوبيين أظهروا تقاربًا وراثيًا كبيرا مع الأرمن والنرويجيين ذوي البشرة الفاتحة مقارنة مع سكان البانتو ذوي البشرة الداكنة. وبالمثل، لاحظ الباحث محمود (عام 2006) أن الصوماليين كانوا اقرب وراثيا للسكان العرب من سكان أفريقيا الآخرين.

### جنوب آسيا

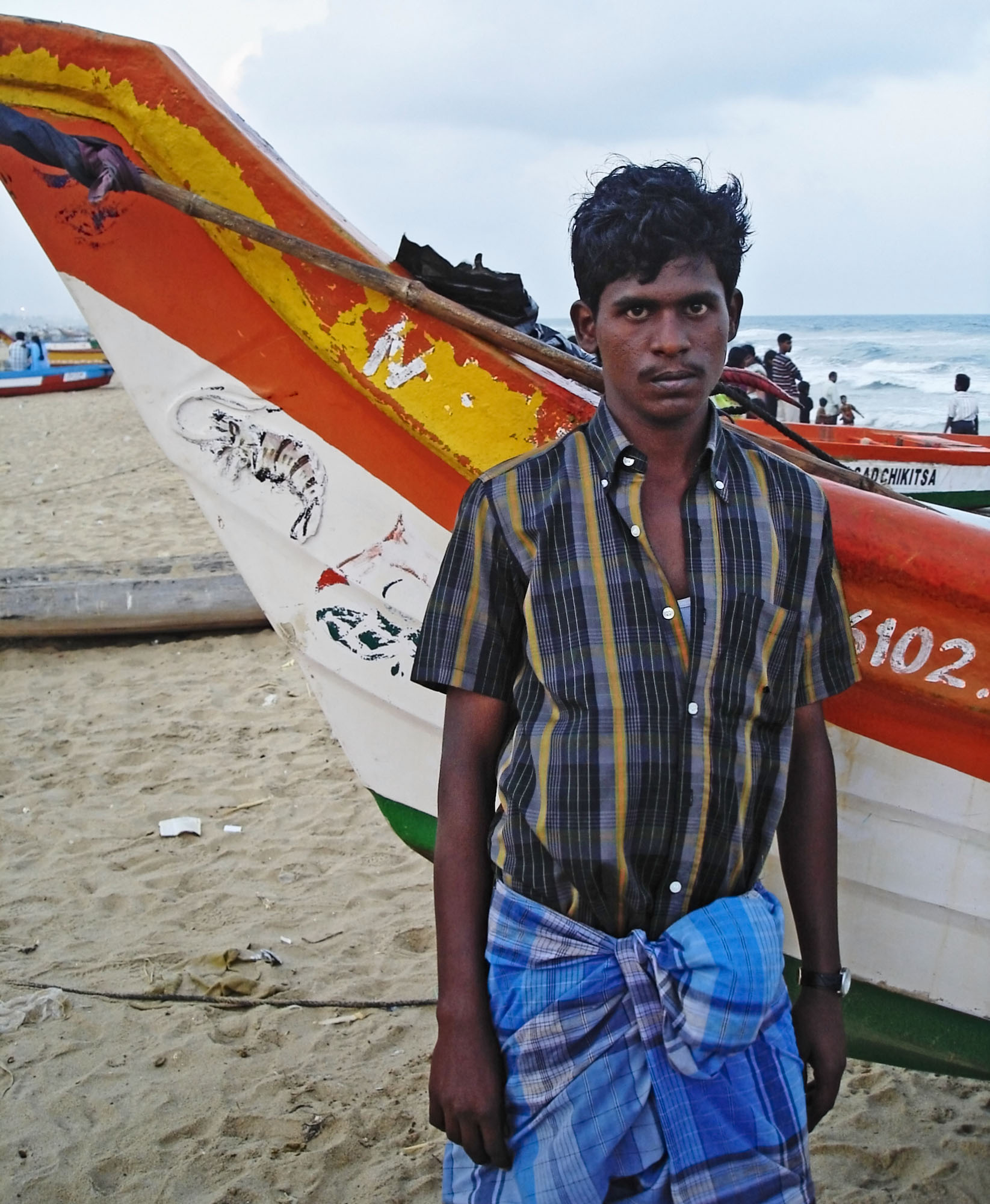
صياد من تشيناي، تاميل نادو في جنوب الهند.

تتمتع جنوب آسيا أيضا ب أكبر تنوع في ألوان البشرة خارج أفريقيا. غالبية الهنود الشماليين لديهم لون بني إلى أبيض، ولون الهنود الجنوبيون بني إلى أسود. تصادف أن يكون الهنود الغربيون والشرقيون أكثر أو أقل من البني إلى الأبيض من الانتماء الكامل لأي من اللونين. ويرجع ذلك بشكل رئيسي إلى الأحوال الجوية في الهند - توجد مؤشرات أعلى للأشعة فوق البنفسجية في الجنوب.
هناك ارتباط ضعيف بين الطبقية ودكونة الجلد، ويمثله مؤشر الميلانين. وجدت دراسة عن الطبقات الطبقية في سهل الجانج ارتباطًا بين نسبة الجلد الداكن والترتيب في التسلسل الهرمي الطبقي. كان للداليت عمومًا الجلد الأكثر قتامة، حيث تحتوي العديد من مجموعات الداليت على مؤشرات ميلانين 70 أو أعلى.
وجدت دراسة لعموم الهند علاقة مماثلة بين لون الجلد ورابط الطبقية، مرتبطة بغياب متغير rs1426654-A من الجين SLC245-A، ولكنها مرتبطة أيضًا بالطفرات التي تتجاوز هذه المتغيرات.

### الأمريكتين

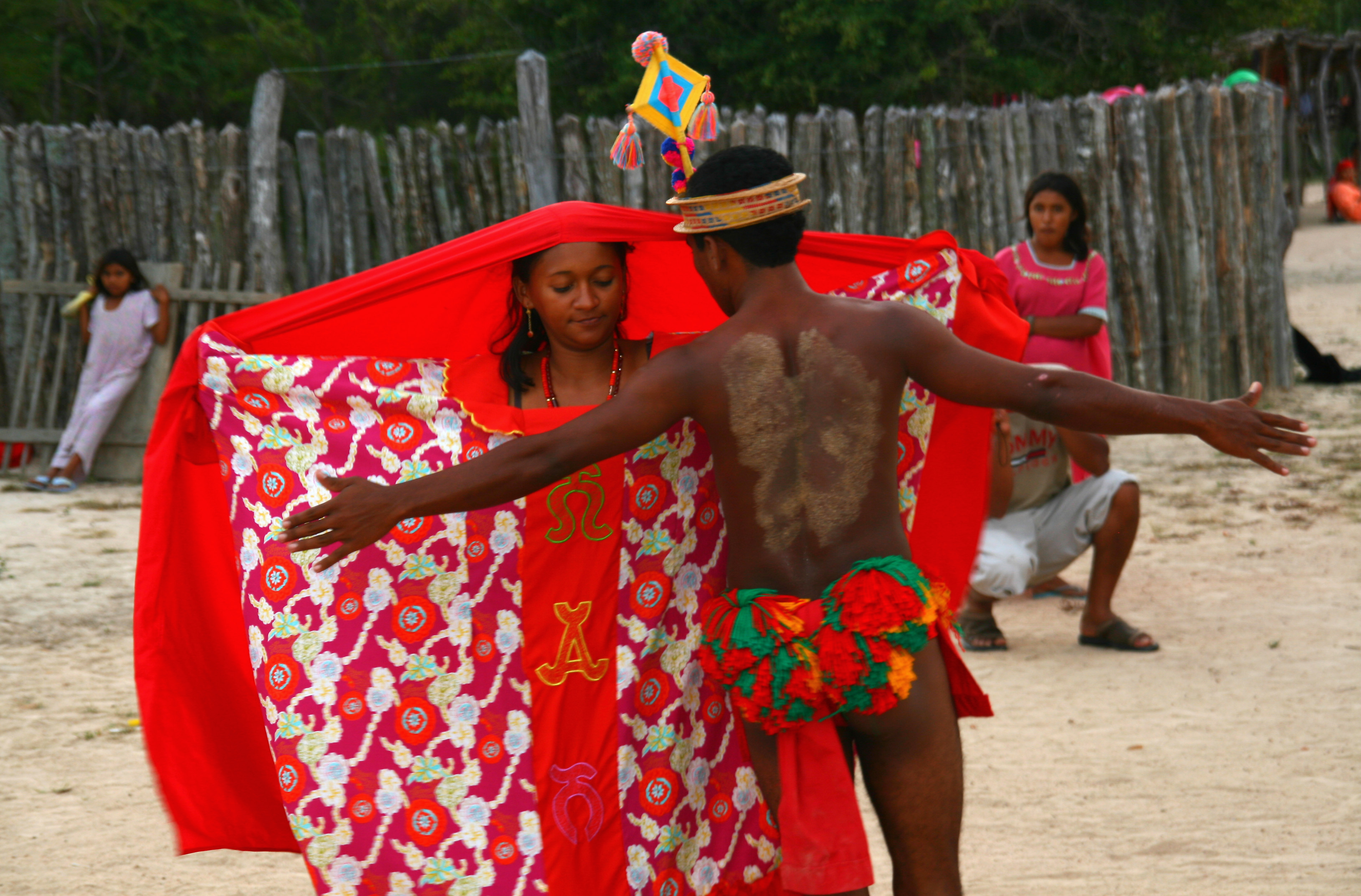
زوجين من قبائل الوايو ذوي البشرة الداكنة من كولومبيا. العديد من الشعوب الأصلية الأخرى في المناطق الاستوائية في الأمريكتين لديهم بشرة داكنة.

تبقى البشرة الداكنة نسبية بين الإنويت وسكان القطب الشمالي الاخرون. وقد تم التكهن بمزيج من النظم الغذائية الغنية بالبروتين وانعكاس الضوء من الثلج أو الجليد في فصل الصيف على أنه سبب بقاء الجلد الداكن لدى السكان.
تتضمن الأوصاف الاستعمارية الأوروبية الأولى لسكان أمريكا الشمالية مصطلحات مثل «بني» أو «أسمر» أو «أسود». معظم السكان الأصليين في أمريكا الشمالية يشبهون السكان الأفارقة والأوقيانوسيين فيما يتعلق بوجود الأليل Al1111.
كما يُعتبر الأمريكيون الأصليون في أمريكا الجنوبية وأميركا الوسطى عادة ذوي بشرة داكنة، حيث يتم تصنيفهم بشكل مماثل للسكان الأفارقة وأوقيانوسيا فيما يتعلق بوجود الأليلAla111. الاختبارات الجينية أظهرت ان متكلمي الأسترونيزية،  لديهم جينات ypykuéra.

## الثقافة
اليوم، يُنظر إلى البشرة الداكنة على أنها بشرة عصرية وعلامة على الرفاهية في بعض المجتمعات. وقد أدى ذلك إلى تطوير صناعة الحمامات الشمسية الخاصة بتسمير البشرة في العديد من البلدان. ومع ذلك، في بعض البلدان، لا يُنظر إلى البشرة الداكنة على أنها جميلة أو مميزة، خاصة بين النساء.